# Lớp tàu khu trục Q và R
Lớp tàu khu trục Q và R là một lớp bao gồm mười sáu tàu khu trục thuộc Chương trình Khẩn cấp Chiến tranh được Hải quân Hoàng gia Anh Quốc đặt hàng năm 1940 như những Chi hạm đội Khẩn cấp 3 và 4. Chúng đã phục vụ như những tàu hộ tống vận tải trong Chiến tranh Thế giới thứ hai. Ba chiếc lớp Q được chuyển cho Hải quân Hoàng gia Australia sau khi hoàn tất, cùng với hai chiếc khác được chuyển giao vào năm 1945. Roebuck có đặc điểm nổi bật do bị hạ thủy sớm trong một cuộc không kích xuống xưởng tàu của hãng Scotts tại Greenock; lườn tàu hoàn thành một phần của nó bị chìm một phần tại xưởng tàu trong 9 tháng trước khi được trục vớt và hoàn tất. Sau chiến tranh, sáu chiếc trong số những chiếc sống sót đã được cải biến thành Tàu frigate Kiểu 15 dùng trong Chiến tranh chống tàu ngầm.

## Thiết kế
Lớp Q và R là sự lặp lại của lớp O và P dẫn trước, nhưng quay lại một lườn tàu lớn hơn kiểu lớp J, K và N đáp ứng sự gia tăng trọng lượng bên trên không tránh khỏi. Vì chúng có ít khẩu pháo chính hơn so với những chiếc lớp J, K và N, một số chỗ hầm đạn được thay thế bằng các thùng nhiên liệu, cho phép chúng có tầm hoạt động khoảng 4.675 hải lý (8.658 km) ở tốc độ 20 hải lý trên giờ (37 km/h) so với tầm xa 3.700 nmi (6.900 km) của lớp dẫn trước. Giống như những chiếc lớp O và P, chúng được trang bị với những vũ khí sẵn có: pháo 4,7 in (120 mm) trên bệ nòng đơn vốn chỉ cho phép nâng đến góc 40°; do đó về mặt lý thuyết không thể so sánh được với nhiều lớp tàu khu trục đương thời của hải quân các nước khác. Các con tàu này sử dụng máy tính kiểm soát hỏa lực góc cao loại Đồng hồ Định thời Kíp nổ.
Trên lớp Q, tháp pháo “Y” có thể được tháo dỡ, lấy chỗ để mang thêm mìn sâu và máy phóng mìn hoặc thiết bị quét mìn. Lớp R là sự lặp lại của lớp Q, ngoại trừ phòng nghỉ ngơi của sĩ quan được chuyển từ vị trí truyền thống bên mạn phải phía đuôi tàu đến vị trí giữa tàu thuận tiện để di chuyển hơn. Điều này đã khiến phải bố trí lại vị trí quan sát viên trong hoàn cảnh thời tiết khắc nghiệt. Sàn chính của tàu khu trục hoàn toàn bị ướt nước khi biển động, và các lối đi không được bố trí nối liều sàn trước và sàn sau cho đến khi lớp V được đặt hàng vào năm 1941.
Trên những chiếc còn sống sót, pháo phòng không Oerlikon 20 mm nòng đơn bên cánh cầu tàu sau này được thay thế bằng bệ Mark V nòng đôi vận hành bằng thủy lực. Rotherham, Raider và Rocket sau đó có các khẩu Oerlikon và đèn pha tìm kiếm giữa tàu được thay thế bằng bốn pháo phòng không Bofors 40 mm nòng đơn; đèn pha tìm kiếm sau đó được trang bị lại bằng cách bỏ bớt số mìn sâu mang theo. Raider chỉ được bổ sung một cặp Oerlikon 20 mm nòng đôi Mark V ở sàn sau. Radar cảnh báo không trung Kiểu 290 được thay thế bằng Kiểu 291 và sau đó bằng Kiểu 293; radar bước sóng centimetre Kiểu 272 sau đó được bổ sung trên một bệ giữa các ông phóng ngư lôi trên Rotherham, Racehorse, Rapid, Raider và Roebuck, hay trên cột ăn-ten trước trên những chiếc khác. Racehorse, Raider, Rapid, Redoubt và Relentless được bổ sung máy định vị cao tần Huff-Duff trên cột ăn-ten chính dạng lưới.

## Những chiếc trong lớp
| Tên          | Đặt lườn             | Hạ thủy              | Hoàn tất               | Số phận                                                                                               |
| Lớp Q        | Lớp Q                | Lớp Q                | Lớp Q                  | Lớp Q                                                                                                 |
| ------------ | -------------------- | -------------------- | ---------------------- | --- |
| Queenborough | 6 tháng 11 năm 1940  | 16 tháng 1 năm 1942  | 15 tháng 9 năm 1942    | Chuyển cho Hải quân Hoàng gia Australia 1945; cải biến thành tàu frigate Kiểu 15; bán để tháo dỡ 1975 |
| Quadrant     | 24 tháng 9 năm 1940  | 28 tháng 2 năm 1942  | 26 tháng 11 năm 1942\| | Chuyển cho Hải quân Hoàng gia Australia 1945; cải biến thành tàu frigate Kiểu 15; bán để tháo dỡ 1962 |
| Quail        | 30 tháng 9 năm 1940  | 1 tháng 6 năm 1942   | 7 tháng 1 năm 1943     | Hư hại do trúng mìn, 15 tháng 11 năm 1943; đắm đang khi kéo đi 18 tháng 5 năm 1944\|                  |
| Quality      | 10 tháng 10 năm 1940 | 6 tháng 10 năm 1941  | 7 tháng 9 năm 1942\|   | Chuyển cho Hải quân Hoàng gia Australia 1945; bán để tháo dỡ 1958                                     |
| Quentin      | 25 tháng 9 năm 1940  | 5 tháng 11 năm 1941  | 15 tháng 4 năm 1942    | Đắm do trúng ngư lôi tại Bắc Phi, 2 tháng 12 năm 1942\|                                               |
| Quiberon     | 14 tháng 10 năm 1940 | 31 tháng 1 năm 1942  | 6 tháng 7 năm 1942     | Chuyển cho Hải quân Hoàng gia Australia 1942; cải biến thành tàu frigate Kiểu 15; bán để tháo dỡ 1972 |
| Quickmatch   | 6 tháng 2 năm 1941   | 11 tháng 4 năm 1942  | 14 tháng 9 năm 1942    | Chuyển cho Hải quân Hoàng gia Australia 1942; cải biến thành tàu frigate Kiểu 15; bán để tháo dỡ 1972 |
| Quilliam *   | 19 tháng 8 năm 1940  | 29 tháng 11 năm 1941 | 22 tháng 10 năm 1942   | Chuyển cho Hải quân Hoàng gia Hà Lan 1945 như là chiếc HNLMS Banckert; bán để tháo dỡ 1957            |
| Lớp R        |                      |                      |                        | |
| Rotherham *  | 10 tháng 4 năm 1941  | 21 tháng 3 năm 1942  | 27 tháng 8 năm 1942    | Chuyển cho Hải quân Ấn Độ 1949 như là chiếc INS Rajput (D141); bán để tháo dỡ 1976                    |
| Racehorse    |                      |                      | tháng 12 năm 1942      | Bán để tháo dỡ 1949                                                                                   |
| Raider       |                      | 1 tháng 4 năm 1942   | 1942                   | Chuyển cho Hải quân Ấn Độ 1949 như là chiếc INS Rana (D115); bán để tháo dỡ 1979                      |
| Rapid        | 16 tháng 6 năm 1941  | 16 tháng 7 năm 1942  |                        | Cải biến thành tàu frigate Kiểu 15; đánh chìm như một mục tiêu 1981                                   |
| Redoubt      | 19 tháng 6 năm 1941  | 2 tháng 5 năm 1942   |                        | Chuyển cho Hải quân Ấn Độ 1949 như là chiếc INS Ranjit                                                |
| Relentless   | 20 tháng 6 năm 1941  | 15 tháng 7 năm 1942  | 30 tháng 11 năm 1942   | Cải biến thành tàu frigate Kiểu 15; bán để tháo dỡ 1971                                               |
| Rocket       | 14 tháng 3 năm 1941  | 28 tháng 10 năm 1942 | 4 tháng 8 năm 1943     | Cải biến thành tàu frigate Kiểu 15; bán để tháo dỡ 1967                                               |
| Roebuck      | 19 tháng 6 năm 1941  | 10 tháng 12 năm 1942 | 10 tháng 6 năm 1943    | Cải biến thành tàu frigate Kiểu 15; bán để tháo dỡ 1968                                               |

* = soái hạm khu trục